# Lekkoatletyka na Letnich Igrzyskach Olimpijskich 1972 – pchnięcie kulą mężczyzn
Pchnięcie kulą mężczyzn – jedna z konkurencji lekkoatletycznych rozgrywanych podczas igrzysk olimpijskich w Monachium.
Obrońcą tytułu mistrzowskiego z 1968 roku był Amerykanin Randy Matson.
W zawodach wzięło udział 29 zawodników.

## Terminarz
Wszystkie godziny podane są w czasie (CEST).
| Etap       | Data            | Godzina rozpoczęcia |
| ---------- | --------------- | ------------------- |
| Eliminacje | 8 września 1972 | 10:00               |
| Finał      | 9 września 1972 | 14:30               |

## Rekordy
Tabela uwzględnia rekordy uzyskane przed rozpoczęciem zawodów.
|                   | Zawodnik     | Wynik | Miejsce         | Data                 |
| ----------------- | ------------ | ----- | --------------- | -------------------- |
| Rekord świata     | Randy Matson | 21,79 | College Station | 23 kwietnia 1967     |
| Rekord olimpijski | Randy Matson | 20,54 | Meksyk          | 14 października 1968 |

## Wyniki

### Kwalifikacje
Minimum kwalifikacyjne wynosiło 19,00 m.
| Poz. | Grupa | Zawodnik                 | Reprezentacja     | Próby | Próby | Próby | Wynik | Uwagi |
| Poz. | Grupa | Zawodnik                 | Reprezentacja     | 1     | 2     | 3     | Wynik | Uwagi |
| ---- | ----- | ------------------------ | ----------------- | ----- | ----- | ----- | ----- | ----- |
| 1.   | A     | Władysław Komar          | Polska            | 20,60 | –     | –     | 20,60 | Q     |
| 2.   | B     | Hartmut Briesenick       | NRD               | 20,38 | –     | –     | 20,38 | Q     |
| 3.   | B     | Heinfried Birlenbach     | RFN               | 20,10 | –     | –     | 20,10 | Q     |
| 4.   | A     | George Woods             | Stany Zjednoczone | 19,96 | –     | –     | 19,96 | Q     |
| 5.   | B     | Brian Oldfield           | Stany Zjednoczone | 19,95 | –     | –     | 19,95 | Q     |
| 6.   | A     | Al Feuerbach             | Stany Zjednoczone | 19,94 | –     | –     | 19,94 | Q     |
| 6.   | B     | Vilmos Varjú             | Węgry             | 19,94 | –     | –     | 19,94 | Q     |
| 8.   | A     | Yves Brouzet             | Francja           | 19,87 | –     | –     | 19,87 | Q     |
| 9.   | A     | Jaroslav Brabec          | Czechosłowacja    | 19,82 | –     | –     | 7,91  | Q     |
| 10.  | B     | Jaromír Vlk              | Czechosłowacja    | x     | 18,20 | 19,61 | 19,61 | Q     |
| 11.  | A     | Seppo Simola             | Finlandia         | 19,49 | –     | –     | 19,49 | Q     |
| 12.  | B     | Lahcen Samsam Akka       | Maroko            | 18,98 | 19,36 | –     | 19,36 | Q     |
| 13.  | B     | Rimantas Plungė          | ZSRR              | 18,97 | 19,18 | –     | 19,18 | Q     |
| 14.  | B     | Bruce Pirnie             | Kanada            | 19,18 | –     | –     | 19,18 | Q     |
| 15.  | A     | Ralf Reichenbach         | RFN               | 19,14 | –     | –     | 19,14 | Q     |
| 16.  | B     | Traugott Glöckler        | RFN               | 18,15 | 19,11 | –     | 19,11 | Q     |
| 17.  | A     | Hans-Peter Gies          | NRD               | 19,06 | –     | –     | 19,06 | Q     |
| 18.  | A     | Heinz-Joachim Rothenburg | NRD               | 19,03 | –     | –     | 19,03 | Q     |
| 19.  | B     | Ivan Ivančić             | Jugosławia        | 18,80 | 18,95 | x     | 18,95 |       |
| 20.  | B     | Geoff Capes              | Wielka Brytania   | 18,94 | 18,72 | 18,79 | 18,94 |       |
| 21.  | B     | Arnjolt Beer             | Francja           | 18,55 | 18,74 | 18,21 | 18,74 |       |
| 22.  | A     | Aleksandr Barysznikow    | ZSRR              | 18,45 | 18,41 | 18,65 | 18,65 |       |
| 23.  | B     | Les Mills                | Nowa Zelandia     | 17,61 | 18,38 | x     | 18,38 |       |
| 24.  | B     | Bo Grahn                 | Finlandia         | x     | x     | 18,20 | 18,20 |       |
| 25.  | A     | Loukas Louka             | Grecja            | 17,47 | 17,48 | x     | 17,48 |       |
| 26.  | A     | Jugraj Singh             | Indie             | x     | 17,15 | 16,69 | 17,15 |       |
| 27.  | B     | Phil Conway              | Irlandia          | 16,16 | 15,76 | 16,69 | 16,69 |       |
| 28.  | A     | Christopher Okonkwo      | Nigeria           | 14,98 | x     | 16,51 | 16,51 |       |
| 29.  | A     | Hussein Al-Taib Maki     | Arabia Saudyjska  | x     | 11,57 | 10,77 | 11,57 |       |

### Finał
| Poz. | Zawodnik                 | Reprezentacja     | Próby  | Próby | Próby | Próby | Próby | Próby | Wynik | Uwagi |
| Poz. | Zawodnik                 | Reprezentacja     | 1      | 2     | 3     | 4     | 5     | 6     | Wynik | Uwagi |
| ---- | ------------------------ | ----------------- | ------ | ----- | ----- | ----- | ----- | ----- | ----- | ----- |
| 01 ! | Władysław Komar          | Polska            | 21,18  | x     | 20,55 | 20,74 | 20,80 | x     | 21,18 | OR    |
| 02 ! | George Woods             | Stany Zjednoczone | 20,55  | 20,17 | 20,71 | 21,17 | 20,88 | 21,05 | 21,17 |       |
| 03 ! | Hartmut Briesenick       | NRD               | 20,97  | 20,91 | 21,02 | 21,14 | 20,61 | 20,54 | 21,14 |       |
| 4.   | Hans-Peter Gies          | NRD               | 21,141 | 21,00 | 21,01 | 20,62 | x     | x     | 21,14 |       |
| 5.   | Al Feuerbach             | Stany Zjednoczone | 20,90  | 20,21 | x     | 20,86 | 21,01 | 20,28 | 21,01 |       |
| 6.   | Brian Oldfield           | Stany Zjednoczone | 20,85  | 20,60 | 20,87 | 20,54 | 20,91 | 20,13 | 20,91 |       |
| 7.   | Heinfried Birlenbach     | RFN               | 20,37  | x     | x     | 19,89 | x     | 20,13 | 20,37 |       |
| 8.   | Vilmos Varjú             | Węgry             | 20,10  | x     | x     | x     | 19,67 | 19,65 | 20,10 |       |
| 9.   | Jaromír Vlk              | Czechosłowacja    | 19,66  | 20,09 | x     | NQ    | NQ    | NQ    | 20,09 |       |
| 10.  | Jaroslav Brabec          | Czechosłowacja    | 19,61  | 19,86 | 19,60 | NQ    | NQ    | NQ    | 19,86 |       |
| 11.  | Heinz-Joachim Rothenburg | NRD               | 19,74  | x     | x     | NQ    | NQ    | NQ    | 19,74 |       |
| 12.  | Yves Brouzet             | Francja           | 19,42  | 19,61 | 19,49 | NQ    | NQ    | NQ    | 19,61 |       |
| 13.  | Ralf Reichenbach         | RFN               | 19,48  | x     | x     | NQ    | NQ    | NQ    | 19,48 |       |
| 14.  | Rimantas Plungė          | ZSRR              | 19,30  | x     | x     | NQ    | NQ    | NQ    | 19,30 |       |
| 15.  | Lahcen Samsam Akka       | Maroko            | 19,11  | x     | x     | NQ    | NQ    | NQ    | 19,11 |       |
| 16.  | Seppo Simola             | Finlandia         | 18,91  | 19,06 | x     | NQ    | NQ    | NQ    | 19,06 |       |
| 17.  | Bruce Pirnie             | Kanada            | 18,90  | x     | x     | NQ    | NQ    | NQ    | 18,90 |       |
| 18.  | Traugott Glöckler        | RFN               | 18,85  | 18,47 | x     | NQ    | NQ    | NQ    | 18,85 |       |